# Fuuka
Fuuka (Nhật: 風夏 Hepburn: Fūka) là một manga được vẽ và sáng tác bởi mangaka Seo Kouji. Fuuka được xuất bản bởi Nhà xuất bản Kodansha và bắt đầu được phát hành trên tạp chí Weekly Shōnen Magazine vào ngày 12 tháng 2 năm 2014. Bản anime dài tập chuyển thế của Fuuka được sản xuất bởi Diomedéa và bắt đầu chiếu vào ngày 6 tháng 1 năm 2017.

## Cốt truyện
Nội dung của Fuuka tiếp nối với bộ manga phát hành năm 2004 của tác giả Seo Kouji là Suzuka. Nội dung của manga xoay quanh cuộc sống của Haruna Yuu, một cậu học sinh 15 tuổi cô độc. Yuu phải chuyển lên Tokyo sống với ba người chị em ruột sau khi cha Yuu phải ra nước ngoài làm việc. Yuu có một lời hứa với người bạn thân hồi bé, Koyuki Hinashi là sẽ thành lập một ban nhạc.
Trên đường ra ngoài mua bữa tối, do mải nhìn vào Twitter, Yuu đã đâm vào một nữ sinh trung học. Cô gái ấy tưởng nhầm là Yuu định chụp quần lót mình nên đã đập vỡ chiếc điện thoại của Yuu và tát Yuu một phát. làm rơi một chiếc đĩa CD. Ngày hôm sau, khi đến ngôi trường mà mình mới nhập học, Yuu phát hiện ra cô gái đó tên là Akitsuki Fuuka và học chung trường Yuu.
Yuu trả chiếc đĩa CD lại cho Fuuka và được biết là Fuuka không dùng điện thoại di động, cô ấy nghe nhạc qua máy quay đĩa CD cầm tay. Sau đó hai người trở thành đôi bạn thân thiết và quyết định thành lập một ban nhạc riêng cùng với ba người bạn của mình, rồi tiến vào thế giới âm nhạc chuyên nghiệp. Yuu và Fuuka cũng bắt đầu có tình cảm với nhau, tuy nhiên thì lúc này Koyuki (đã là một idol nổi tiếng) liên lạc lại với Yuu và mời Yuu đi xem buổi biểu diễn của mình. Với Fuuka ở bên thì Yuu sẽ bắt đầu một cuộc sống mới ở Tokyo như thế nào?

## Các nhân vật

### Nhân vật chính
Haruna Yū (榛名優)
Lồng tiếng bởi: Yūsuke Kobayashi
Yū là nhân vật nam chính của truyện, giữ vị trí tay bass của ban nhạc The Fallen Moon (sau đổi tên thành Blue Wells). Sau khi chuyển đến sống ở Tokyo, Yuu gặp Akitsuki Fuuka - một cô gái kì lạ không dùng điện thoại di động. Yuu và Fuuka trở thành bạn thân rồi thành người yêu. Theo nguyện vọng của Fuuka, Yuu cùng ba người bạn khác đã thành lập một ban nhạc và biểu diễn lần đầu tiên trong lễ hội của trường. Không lâu sau đó Fuuka mất trong một tai nạn, rồi Yuu gặp một cô gái tên là Aoi Fuuka. Aoi sau này trở thành người hát chính cho ban nhạc. Dần dần Yuu và Aoi có tình cảm với nhau, hai người chính thức hẹn hò sau khi Yuu thổ lộ hết tình cảm của mình qua một ca khúc mà cả hai trình diễn chung trong ban nhạc Blue Wells.
Akitsuki Fuuka (秋月風夏)
Lồng tiếng bởi: Lynn
Fuuka là nhân vật nữ chính của truyện và là con gái của hai nhân vật chính trong bộ manga trước của Seo là Suzuka. Yū bất ngờ gặp sau trong sự cố hài hước mà Fuuka cậu định chụp trộm quần lót của cô. Sau đó Yuu và cô cùng ba người bạn nữa lập nên ban nhạc "Fallen Moon" - đặt theo tên riêng của cô. Fuuka trở thành ca sĩ hát chính của ban nhạc và biểu diễn lần đầu tiên trong lễ hội trường. Trong manga, Fuuka mất sau khi bị xe tải đâm, sự ra đi của cô khiến ban nhạc tạm thời ngưng hoạt động.  Trong anime thì Fuuka không gặp tai nạn, cô quyết định đi theo con đường solo khiến tương lai của ban nhạc tạm thời không có câu trả lời.
Aoi Fuuka (碧井風夏)
Fuuka thường được gọi là Aoi để phân biệt cô với Akitsuki Fuuka, là một ca sĩ tự do tới từ Izu, Shizuoka. Sau màn trình diễn ở một cuộc thi giữa các ban nhạc, Aoi kết hợp và hát chung với Fallen Moon một lễ hội âm nhạc được tổ chức bởi ban nhạc Hedgehogs. Tiếp đó, Aoi muốn gia nhập Fallen Moon. Rồi bí mật được tiết lộ là cha cô chính là người đã lái chiếc xe tải gây ra tai nạn cho Akitsuki Fuuka. Sau khi Aoi gia nhập, Fallen Moon đổi tên thành Blue Wells. Aoi đã có tình cảm với Yuu từ lâu và hai người bắt đầu hẹn hò sau bài hát tỏ tình của yuu.
Hinashi Koyuki (氷無小雪)
Lồng tiếng bởi: Saori Hayami
Koyuki là bạn thủa bé của Yū và là một idol nổi tiếng. Sau vụ scandal khiến hình ảnh về của cô và Yū bị phát tán, Koyuki thú nhận tình cảm của mình với Yuu trên sóng truyền hình. Sau khi từ bỏ con đường solo, cô bí mật tham gia biểu diễn dưới dan ban nhạc Rabbitz.

### Blue Wells
Mikasa Makoto (三笠真琴)
Lồng tiếng bởi: Soma Saito
Makoto tay keyboard của ban nhạc Blue Wells. Cậu rất nổi tiếng với cả nam và nữ học sinh trong trường. Makoto từng đoạt giải piano hồi con bé.
Nachi Kazuya (那智一矢)
Lồng tiếng bởi: Kazuyuki Okitsu
Kazuya tay trống của ban nhạc. Lúc đầu anh định chiêu mộ Fuuka và đội tuyển điền kinh của trường, nhưng sau đấy đã trở thành "thủ lĩnh" của ban nhạc.
Iwami Sara (石見沙羅)
Lồng tiếng bởi: Mikako Komatsu
Sara là học sinh năm hai đàn chị của Yū cùng Fuuka và là em gái Hisashi, tay ghi ta của ban nhạc Hedgehogs. Cũng như Hisa, Sara cũng chơi ghi ta. Cô ấy thực ra là người bạn trên mạng của Yū, một trong số ít những người mà Yuu thấy thoải mái khi nói chuyện trước khi gặp Fuuka. Sau khi biết chuyện này thì cô bắt đầu thích Yuu.

### Gia đình Haruna
Haruna Maya (榛名 麻耶)
Lồng tiếng bởi: Mikako Takahashi
Là chị cả của Yū, cô ấy đang làm ở một công ty quảng cáo.
Haruna Hibiki (榛名 響)
Lồng tiếng bởi: Saori Ōnishi
Chị gái thứ hai của Yū và đang học đại học.
Haruna Chitose (榛名 知歳)
Lồng tiếng bởi: Kaede Hondo
Em gái út của Yū đang học tiểu học.

### Gia đình Akitsuki
Akitsuki Suzuka (秋月涼風)
Lồng tiếng bởi: Kanako Mitsuhashi
Mẹ của Akitsuki Fuuka, nhân vật nữ chính trong Suzuka và là một cựu vận động viên điền kinh.
Akitsuki Yamato (秋月大和)
Lồng tiếng bởi: Daisuke Nakamura
Bố của Fuuka Akitsuki, nhân vật nam chính trong Suzuka và là một cựu vận động viên điền kinh.
Akitsuki Haruka (秋月 春風)
Lồng tiếng bởi: Hitomi Ōwada
Em trai của Akitsuki Fuuka, khoảng 8-9 tuổi. Nếu như Fuuka trong giống mẹ thì Haruka lại trông giống bố.

### Hedgehogs
Tomomi-sensei (友美先生)
Lồng tiếng bởi: Yōko Hikasa
Tomomi là cô giáo chủ nhiệm của Yū và Fuuka. Cô sau này được tiết lộ từng là tay keyboard của ban nhạc Hedgehogs, ban nhạc mà Yū và Fuuka (cả hai Fuuka) thần tượng.
Hisashi (ヒサシ)
Lồng tiếng bởi: Daisuke Hirakawa
Anh từng là tay ghi ta của ban nhạc Hedgehogs. Hisa hiện đang điều hành một phòng thu, anh là anh trai của Sara.
Yahagi Nobuaki (矢矧伸明)
Lồng tiếng bởi: Daisuke Ono
Anh từng là tay trống của ban nhạc Hedgehogs, hiện anh đang sở hữu một nhà hàng ở bờ biển có tên là "Gió Nam".
Tama (たま)
Lồng tiếng bởi: Manami Numakura
Cô là từng người hát chính cho ban nhạc Hedgehogs. Tên đầy đủ của cô là Reika Tama.
Nico (ニコ Niko)
Lồng tiếng bởi: Yuichi Nakamura (voice actor)
Anh từng là tay bass ban nhạc Hedgehogs. Nico tên đầy đủ là Musashi Nilcholson Oda.

### Twinking Star
Amaya Shiori
Giám đốc công ty âm nhạc Twinking Star, chủ quản của Blue Wells. Cô được mệnh danh là nhà sản xuất âm nhạc huyền thoại và là người từng cộng tác với ban nhạc Hedgehogs.
Aoba Hinokami
Cô là một fan lớn của ban nhạc Fallen Moon, đặc biệt là Yuu. Lúc đầu cô bị hiểu nhầm là người thù ghét ban nhạc do Aoba là người đã chụp được bức ảnh của Haruna và Hinashi ở cùng nhau, điều này khiến cho fan của Hinashi Koyuki vô cùng tức giận. Sau này cô được Amaya Shiori tuyển làm quản lý cho ban nhạc The Fallen Moon. Tài khoản Twitter của cô có tên là "Fire God @waka0007"

### Các nhân vật khác
Shelley Hornet
Cô là một diva nổi tiếng người Mỹ và rất hâm mộ Tama.
Quản ký Yamada (山田マネージャー)
Lồng tiếng bởi: Mai Nakahara
Quản lý của Koyuki.
Mochizuki Ichigo
Cô là thành viên ban nhạc Colt Python.
Mogami Akira (最上 彰)
Lồng tiếng bởi: Yasuaki Takumi
Mogami là một nhà sản xuất âm nhạc cho các nghệ sĩ trẻ. Mogami là cựu thành viên của ban nhạc Kanaria.
Akane Mamiya
Nhà thu âm nổi tiếng một thời, đã đi ở ẩn khá lâu. Cô là bạn thân của giám đốc Amaya.
Katsuragi Sakura (葛城 桜)
Một người mà nhóm Yū gặp khi đi lưu diễn trong manga. Cô có ngoại hình khá giống với Fūka quá cố.

## Truyền thông

### Manga
Tính tới tháng 3 năm 2017, 15 tập của manga đã được Nhà xuất bản Kodansha phát hành.
Danh sách các tập truyện
| #  | Ngày phát hành            | ISBN              |
| -- | ------------------------- | ----------------- |
| 1  | ngày 16 tháng 5 năm 2014  | 978-4-06-395086-1 |
| 2  | ngày 17 tháng 7 năm 2014  | 978-4-06-395133-2 |
| 3  | ngày 17 tháng 10 năm 2014 | 978-4-06-395223-0 |
| 4  | ngày 17 tháng 12 năm 2014 | 978-4-06-395272-8 |
| 5  | ngày 17 tháng 2 năm 2015  | 978-4-06-395320-6 |
| 6  | ngày 15 tháng 5 năm 2015  | 978-4-06-395397-8 |
| 7  | ngày 17 tháng 7 năm 2015  | 978-4-06-395439-5 |
| 8  | ngày 16 tháng 10 năm 2015 | 978-4-06-395517-0 |
| 9  | ngày 17 tháng 12 năm 2015 | 978-4-06-395564-4 |
| 10 | ngày 17 tháng 3 năm 2016  | 978-4-06-395619-1 |
| 11 | ngày 17 tháng 5 năm 2016  | 978-4-06-395671-9 |
| 12 | ngày 17 tháng 8 năm 2016  | 978-4-06-395732-7 |
| 13 | ngày 16 tháng 12 năm 2016 | 978-4-06-395825-6 |
| 14 | ngày 18 tháng 1 năm 2017  | 978-4-06-395851-5 |

### Anime
Bản anime dài tập được chuyển thể bởi Diomedéa và bắt đầu chiếu vào ngày 6 tháng 1 năm 2017. Bài hát mở đầu của phim có tên là "Climbers' High!", được thể hiện bởi Manami Numakura cũng là diễn viên lồng tiếng cho nhân vật Tama, ca sĩ hát trong cho ban nhạc Hedgehogs. Bài hát kết phim có tên là "Watashi no Sekai" thể hiện bởi Megumi Nakajima. Trong tập 6, bài hát kết phim có tên là "Yukihanabi" (雪花火) do Saori Hayami trình bày. Anime có tổng cộng 12 tập và sẽ phát hành thành sáu vol BD/DVD.

#### Danh sách các tập phim
| No. | Official English title Original Japanese title | Original air date        |
| --- | ---------------------------------------------- | ------------------------ |
| 1   | "Fūka!" (風夏！)                               | ngày 6 tháng 1 năm 2017  |
| 2   | "Habatake!" (はばたけ！)                       | ngày 6 tháng 1 năm 2017  |
| 3   | "Toraianguru!" (トライアングル！)              | ngày 13 tháng 1 năm 2017 |
| 4   | "Raibu!" (ライブ！)                            | ngày 20 tháng 1 năm 2017 |
| 5   | "Nakama!" (仲間！)                             | ngày 27 tháng 1 năm 2017 |
| 6   | "Hinashi Koyuki" (氷無小雪)                    | ngày 3 tháng 2 năm 2017  |
| 7   | "Dai enjō!" (大炎上！)                         | ngày 10 tháng 2 năm 2017 |
| 8   | "Toppu!" (トップ！)                            | ngày 17 tháng 2 năm 2017 |
| 9   | "Dēto!" (デート！)                             | ngày 24 tháng 2 năm 2017 |
| 10  | "Unmei" (運命)                                 | ngày 10 tháng 3 năm 2017 |
| 11  | "Bando" (バンド)                               | ngày 17 tháng 3 năm 2017 |
| 12  |                                                | ngày 24 tháng 3 năm 2017 |

### Âm nhạc
Bản soutrack có tên là Fuuka Sound Collection được phát hành ngày 15 tháng 3 năm 2017, bao gồm các ca khúc được sử dụng trong anime.

## Doanh số
Tập 1 của manga đứng thứ 26 trong BXH manga tuần của Oricon  và đến ngày 25 tháng năm 2014 thì tập 1 bán được 64,879 bản; tập 2 đứng thứ 18 trong BXH tuần và đến ngày 27 tháng 7 năm 2014 thì đạt 73,193 bản; tập 3 đứng thứ 28 và tới 26 tháng 10 năm 2014 đạt 70,638 bản; tập 4 đứng thứ 20 và tới 21 tháng 12 năm 2014 đạt 51,164 bản; tập 5 đứng thứ 12 và tới 22 tháng 5 năm 2015 thì đạt 62,771 bản; tập 6 đứng thứ 14  and, và tới 24 tháng 5 năm 2015 thì đạt 69,659 bản; tập 7 đứng thứ 17 và tới 26 tháng 7 năm 2015 thì đạt 66,456 bản; tập 8 đứng thứ 25 và tới ngày 25 tháng 10 đã đạt 61,372 bản; tập 9 đứng thứ 25 và tới 20 tháng 12 năm 2015 thì đã bán được 36,105 bản in.